# Yvette Higgins
Yvette Higgins OAM (* 5. Januar 1978 in Sydney) ist eine ehemalige australische Wasserballspielerin. Sie war Olympiasiegerin 2000 und Weltmeisterschaftsdritte 1998.

## Sportliche Karriere
Die 1,73 Meter große Rückraumspielerin spielte für Balmain und für die Mannschaft der University of Sydney. Von 2000 bis 2002 spielte sie als Profi in Italien. Nach ihrer Rückkehr beendete sie ihre aktive Laufbahn und arbeitete als Lehrerin und Trainerin.
Yvette Higgins bestritt 136 Länderspiele für die australische Nationalmannschaft.
1998 war sie bei der Weltmeisterschaft in Perth dabei. Die Australierinnen waren Dritte ihrer Vorrundengruppe. Im Viertelfinale bezwangen die Australierinnen die Ungarinnen mit 8:5. Nach einer Halbfinalniederlage gegen die Italienerinnen trafen die Australierinnen im Spiel um den dritten Platz auf die Russinnen und gewannen mit 8:5. Higgins erzielte im Viertelfinale zwei Tore und im Halbfinale ein Tor. Im Spiel um den dritten Platz gelang ihr kein Treffer. Wasserball für Frauen wurde als Wettbewerb in das Programm der Olympischen Spiele in Sydney 2000 aufgenommen. Die australische Mannschaft gewann die Vorrundengruppe und besiegte im Halbfinale die Russinnen mit 7:6. Beim 4:3-Sieg im Finale gegen das Team aus den Vereinigten Staaten stand es kurz vor Schluss 3:3. Bei einer Restspielzeit von 1,3 Sekunden gelang Higgins mit einem Wurf aus über sieben Metern Entfernung der Siegtreffer. Insgesamt war Higgins mit acht Treffern während des Olympiaturniers zweitbeste Schützin ihrer Mannschaft hinter Bridgette Gusterson. 2001 bei der Weltmeisterschaft in Fukuoka belegten die Australierinnen den fünften Platz, nachdem sie im Viertelfinale gegen die Italienerinnen verloren hatten.